# Samhain
Samhain este o veche sărbătoare păgână. Ea corespunde aproximativ calendaristic sărbătorilor „Ziua morților“ și „Halloween“. E considerată a fi „Anul Nou Celtic”. Practic, Samhainul nu are o dată fixă, sărbătorindu-se la a 8-a lună plină după echinoxul de primăvară. În acest interval, vreme de două zile, timpul s-ar opri, spun legendele celtice, iar bariera dintre lumi devine foarte subțire, oamenii putând intra în contact cu rasele dispărute, retrase în adâncuri.